# Linia kolejowa nr 243
Linia kolejowa nr 243 Jabłowo – Starogard Gdański – jednotorowa, niezelektryfikowana linia kolejowa znaczenia miejscowego łącząca stację Jabłowo ze stacją Starogard Gdański. Historycznie linia zaczynała się w stacji Skórcz.